# Sœurs de l'Enfant-Jésus de Chauffailles
Ne doit pas être confondu avec Sœurs de l'Enfant Jésus - Nicolas Barré, Sœurs de l'Enfant Jésus – Providence de Rouen ou Sœurs de l'Enfant-Jésus.
Les Sœurs de l'Enfant-Jésus de Chauffailles sont une congrégation religieuse féminine enseignante de droit pontifical.

## Histoire
En 1846, pour répondre à une sollicitation venant du diocèse d’Autun, la supérieure des sœurs de l'Enfant-Jésus envoie cinq religieuses dont Reine Antier pour gérer l’école de Chauffailles. Plusieurs jeunes filles postulent pour faire partie de la communauté, un noviciat est donc ouvert près de l’école. Douze ans plus tard, Chauffailles a déjà fondé soixante-dix établissements dans cinq diocèses. Dès 1857, l’évêque d’Autun fait des démarches pour rendre la communauté de Chauffailles autonome de celle du Puy. Le 14 septembre 1859, Guillaume Bouange, vicaire général d'Autun, publie le décret d’érection de la congrégation des sœurs de l’Enfant-Jésus-de-Chauffailles qui compte 14 novices et 78 religieuses professes avec Reine Antier comme supérieure. En 1877, à la demande de Bernard Petitjean, vicaire apostolique du Japon (aujourd'hui archidiocèse de Tokyo), elle envoie les premières sœurs au Japon.         
Les lois anticongréganistes française forcent la communauté à s'exiler. En 1912, à la demande de Gustave Blanche, vicaire apostolique du Golfe du Saint-Laurent (aujourd'hui diocèse de Baie-Comeau), quatorze sœurs acceptent de s'établir sur la Côte-Nord pour prendre en charge l'éducation des jeunes filles. Havre-Saint-Pierre, Sept-Îles, Rivière-au-Tonnerre et Natashquan. En 1917, elles quittèrent la Côte Nord pour s’établir à Rivière-du-Loup afin de fonder un noviciat. La congrégation s'implante ensuite en République Dominicaine (1969), au Tchad (1980) et au Cambodge (2002).  
L'institut reçoit le décret de louange le 6 mars 1921 et l'approbation définitive du pape Pie XI le 17 juin 1931.

## Activités et diffusion
Les sœurs se consacrent à l'enseignement. 
Elles sont présentes en:
- Europe : France.
- Amérique : Canada, République dominicaine.
- Afrique : Tchad.
- Asie : Cambodge, Japon.

La maison-mère est à Montfermeil.
En 2017, la congrégation comptait 338 sœurs dans 50 maisons.